# 269 до н. е.

## Події
- Риму остаточно підпорядкований Самніум. В Італії введена єдина монетна система.

## Народились
- Аттал I Сотер — володар Пергама у 241 — 197 роках до н. е.